# Alfa Romeo Alfetta
Alfa Romeo Alfetta findes ud over den oprindelige racerbil fra 1950'erne, som en baghjuls trukket sport sedan og coupé. Disse biler (opkaldt efter den fabelagtige racerbil Alfetta 158) blev introduceret på markedet i 1972 og produktionen fortsatte frem til foråret 1985 af Alfa Romeo i Milano, Italien. 
Med Alfetta'en introducerede Alfa Romeo et nyt koncept for personbiler. Motor foran og kombineret kobling, gearkasse og skive bremser placeret mellem baghjulene. Dette muliggjorde at balancen i bilen var stort set 50/50 (små forskelle afhængig af motor størrelse). Bilens design var banebrydende for sin tid og efter datidens standard havde den pæne aerodynamik. Det var en bil (som de tidligere Berlina'er) med kraftige motorer og pæne præstationer, Der blev solgt over 400.000 biler indtil den gik ud af produktion i 1985. Alfetta'en led som mange af de andre Alfa'er fra 1970'erne af problemer med tæring, dog ikke i helt samme grad som de modeller der går under modelbetegnelsen "Sud". 
| Version                  | Årgange | Antal produceret |
| ------------------------ | ------- | ---------------- |
| Alfetta                  | 1972–74 | 104.454          |
| Alfetta (RHD)            | 1972–78 | 2.011            |
| Alfetta 1.8              | 1975–83 | 67.783           |
| Alfetta 1.6              | 1975–83 | 77.103           |
| Alfetta 2000             | 1976–77 | 34.733           |
| Alfetta 2000 (RHD)       | 1977    | 1.450            |
| Alfetta 2000 L           | 1978–80 | 60.097           |
| Alfetta 2.0              | 1981–84 | 48.750           |
| Alfetta 2000 LI America  | 1978–81 | 1.000            |
| Alfetta 2000 Turbodiesel | 1979–84 | 23.530           |
| Alfetta Quadrifogilo Oro | 1982–84 | 19.340           |
| Alfetta CEM              | 1983    | 991              |
| Alfetta 2.4 Turbo Diesel | 1983–84 | 7.220            |

- Wikimedia Commons har flere filer relateret til Alfa Romeo Alfetta